# ベルベット・トーン・レコード

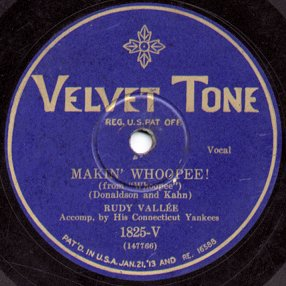
ベルベット・トーン・レコードのレーベル。1928年ころのルディ・ヴァリー (Rudy Vallee) の曲を収めたもの。

ベルベット・トーン・レコード (Velvet Tone Records) は、かつて1925年から1932年まで存在したアメリカ合衆国のレコードレーベル。コロムビア・レコードによって制作され、コロンビア傘下だった他のふたつの低価格レーベル、ハーモニー・レコードとディーバ・レコード (Diva Records)、また、ディーバの廃止後はクラリオン・レコード (Clarion Records) などと同じような音源を扱っていた。
ほとんどの音源は、1929年に至るまで、当時既に時代遅れになっていたアコースティック録音（機械式吹き込み）によるものであったが、音質は、当時の水準としては平均的なものであった。音盤は、コロムビアの特許だったラミネート加工を施されたシェラック盤で、芸術的なほどの品質であった。使用回数の浅い盤であれば、より高価だった当時のビクターやブランズウィック・レコード (Brunswick Records) などのラミネート加工のないシェラック盤に比べても、遥かに雑音も音の歪みも少なかった。

## 大衆文化の中で
- フランク・キャプラ監督による1946年の映画『素晴らしき哉、人生!』の中には、メアリ（ドナ・リードが演じるヒロイン）が「ベルベット・トーン」とレーベルに記されたSPレコードをかける場面がある。この場面を詳細に確認すると、このレコードは「アーサー・ブラックと彼のオーケストラ (Arthur Black and His Orchestra)」が演奏する「バッファロー・ギャルズ (Buffalo Gals)」という曲であることが読み取れる。しかし、この場面に見えるレーベルのデザインは、現実のベルベット・トーンのものとは異なっている。ここで小道具として用いられているレコードは、この映画の助監督であったアーサー・ブラック (Arthur Black) にちなんだ楽屋落ちの冗談である[2]。